# BetMotion
BetMotion es un sitio web licenciado de entretenimiento en línea de Casino, Sports, Poker y Bingo. Lanzado en septiembre de 2008 en Curaçao por Vision Media Services N.V., Betmotion provee entretenimiento de juegos en línea a nivel mundial, con un fuerte foco en los mercados de Latinoamérica, Brasil, Canadá, Sudáfrica, Australia y Nueva Zelanda.
Betmotion opera en tres idiomas: inglés, español y portugués, mientras las monedas utilizadas por los clientes son Dólares estadounidense, Reales y Euros. La empresa utiliza una plataforma de software propia, que le permite el etiquetado blanco de sus servicios a otras empresas de juegos y ofrece tecnología para ordenadores, tabletas y dispositivos móviles.

## Betmotion
BetMotion es dueña de las plataformas Apostogano y Copacabana Poker (en inglés y en español). BetMotion es también miembro de Partners Only, un programa afiliado de casino, bingo, póquer y apuestas deportivas en línea.
En 2012, BetMotion estableció una colaboración con Mahjong Logic, empresa administradora de Mahjong, la cual es considerada "El Póquer de Asia." BetMotion también colabora con las empresas Microgaming y Playtech, las cuales ofrecen juegos de bingo y casino en línea.

### Apuestas Deportivas
BetMotion ofrece apuestas deportivas pre-partido y en directo en más de 90 deportes diferentes. El principal interés de los clientes son los partidos de fútbol a nivel mundial, pero también partidos de la NFL, MLB, NBA, luchas de boxeo, hockey, voleibol, Fórmula 1, MotoGP, entre otros. Betmotion también ofrece apuestas en política y eventos de entretenimiento, cómo el Oscar.

### Casino
Betmotion tiene espacios en línea que ofrecen millones de dólares en premios progresivos. Están disponibles más de 300 juegos, tales como presentación en 3D, ruleta, blackjack (veintiuno), juegos de dados y bacará (juegos de cartas).

### Bingo Multijugador y Video Bingo
La empresa ofrece variantes de bingo multijugador de 75 y 90 bolas, aparte de una línea de juegos de Video Bingo que son más populares en el mercado latino-americano.

### Póquer
En enero de 2014, Betmotion Brasil contrató a Fernando Scherer para hacer parte de su equipo profesional de póquer. Betmotion patrocina un equipo profesional de póquer, con Alessandra Braga, la única mujer en Latinoamérica en el TOP 100 Mundial, y Leandro Brasa, el primer brasileño finalista del World Series of Poker. Betmotion también patrocina tres equipos de póquer: CCK Poker Team, Troll Team Poker y The King’s Poker Team. Cada equipo tiene instructores que proporcionan entrenamiento a los miembros por medio del proyecto Poker training, el cual fue desarrollado por Andrei "Porco Espinho" Mosman. En 2014, Betmotion Team Pro contrató a Rodrigo Garrido.

## Ladies Team
BetMotion creó en Brasil BetMotion Ladies Team, el primer equipo de póquer en línea exclusivamente femenino.